# 郷学
郷学（ごうがく、きょうがく）は、江戸時代から明治初年にかけて存在した教育機関の一種。郷校（ごうこう）、郷学校（ごうがっこう）、義校（ぎこう）などともいう。
現在用いられる「郷学」という用語は、藩校・家塾・寺子屋に分類されない教育機関を指すものとして創出された概念であり、内実は多様である。大きくは主たる教育対象が武士であるか庶民であるかによって2種類に分けられる。武士教育機関としての郷学は、藩校の延長、あるいは小規模の藩校ともいうべきものである。また庶民教育機関としての郷学については、官（藩主や代官など）が設立・運営に関与したものから、民間有志によって設立・運営されるものとで性格を分けられ得る。
「郷学」と総称される学校である郷校は、江戸時代から明治初年までの全期間に全国で1000余校あったとされるが、成立時期は明治初年に集中している。郷校は寛政期の頃から増え始め天保期に急増、明治に入る頃に激増し近代学校制度の基礎となった。
明治維新期に設立された「郷学」あるいは「郷学校」は、1872年の学制公布に先立って初等教育の普及を担い、学制公布後は多くが小学校に転換した。

## 定義と研究
「郷学」や「郷校」という用語自体は中国古典に由来するものである。江戸時代に設立されるようになった在郷の教育機関について用いられた「郷学」は、多分に儒者たちの憧憬を反映した雅称であった。18世紀後半、庶民教育機関である久世典学館・笠岡敬業館を担った儒者たちが「郷校」を自称したのが早い例とされている。幕末期、水戸藩は領内に設置した庶民教育機関について地名を冠した「○○郷校」という名称を用いた。同時代の公文書では「教諭所」「教戒所」「学館」など多様な用語で称されていた。
明治期に文部省が学制以前の教育についての史料を収集し『日本教育史資料』を編纂した際に、藩立学校・家塾・寺子屋に分類できない学校を「郷学」としてまとめた。これによって現代用いられている「郷学」という概念が創出されることとなったが、多様な性格を持つ学校を含むこととなった。
郷学研究の基礎を築いたのは石川謙である。1927年、石川は『日本教育史資料』に掲載された以上の事例を発掘し、対象による2分類を提唱した。「藩侯の支族又は家老などの采地に建てられた陪臣学問所」と「領内各地の庶民を教育する為に、藩主又は領主が設立したり、又は設立を補助したり設立を嘉納したりした学校」である。石川は第二次世界大戦後まで研究を深め、
- 学問所としての郷学（閑谷学校）
- 藩直営の郷学（岡山藩手習所）
- 民間の郷学（会輔堂、懐徳堂、含翠堂）
- 官民協力の郷学（伊勢崎郷学）

の事例を検討した。
1978年に津田秀夫は「民衆の自主性や内発性が出発点となった公的教育運動」から生まれた郷学に対して「第三種郷学」概念を提唱、1970年代から1980年代にかけて「第三種郷学論争」が展開されるとともに事例研究が進められた。

## 江戸時代の郷学

### 武士教育機関としての郷学

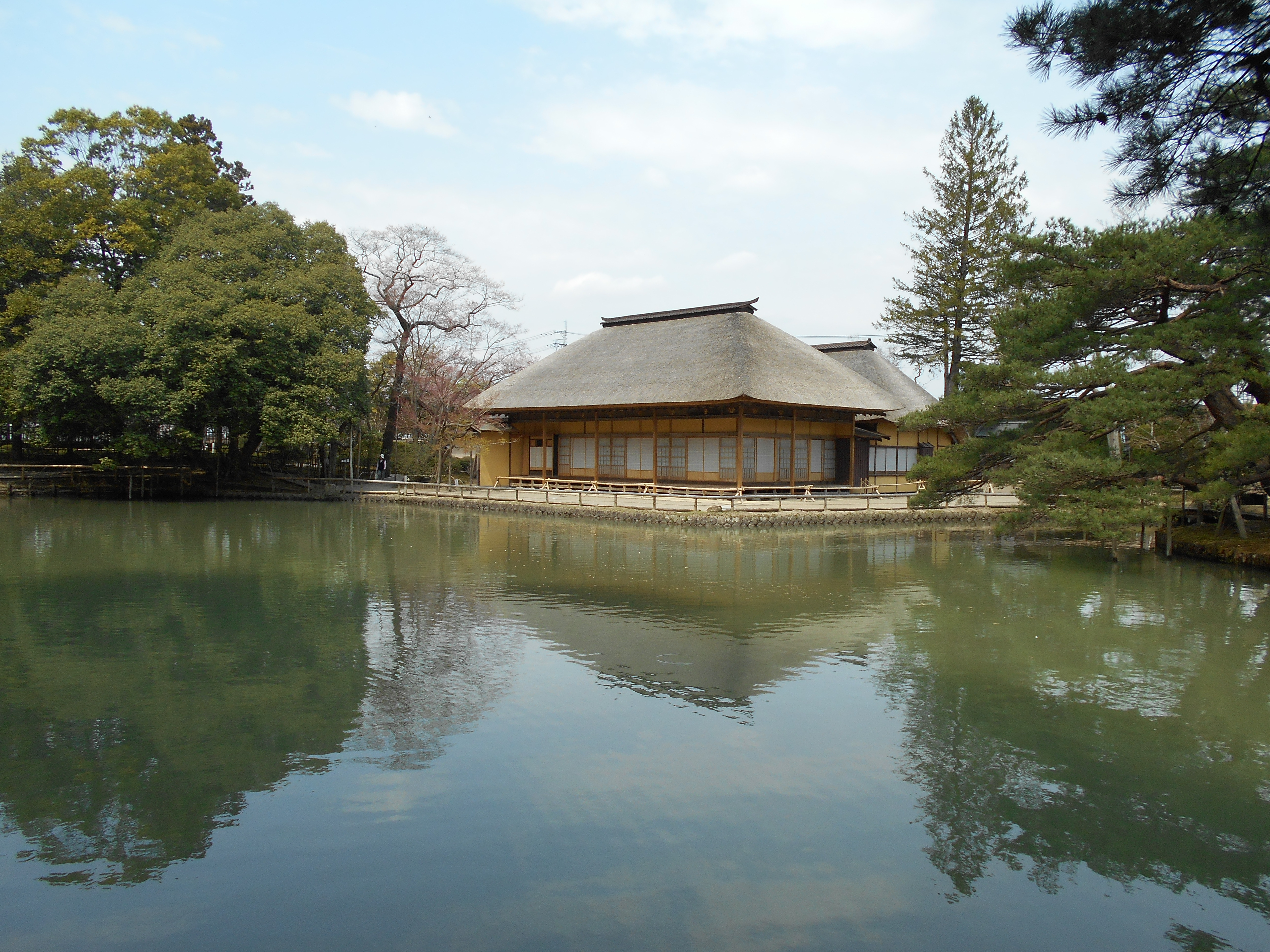
有備館（宮城県大崎市）

武士を対象とする郷学は、藩主が藩内の遠隔地に設けたり、藩主一族や家老・重臣が自らの知行地に設置したものである。重臣らが自らの知行地で自らの家臣（藩主の陪臣）を対象として開いたものについて石川謙は「陪臣学問所」と解説した。
これらの郷学は、教育内容からも藩校の延長にあるといえる。会津藩、秋田藩、盛岡藩、萩藩、佐賀藩、熊本藩など、遠方の大藩に多く設けられた。
このほか、大身旗本が知行地で家臣の教育のために開設した学校も郷校に分類される（藩校#主な郷学 (大身旗本領内に設置)参照）。

#### 主な武士教育機関としての郷学
- 揆奮場（岩手県花巻市） - 盛岡藩花巻御給人松川滋安により開設
- 信成堂（岩手県遠野市） - 盛岡藩遠野領主（遠野南部家）により開設
- 立生館（岩手県奥州市） - 仙台藩水沢領主伊達宗衡により開設
- 有備館（宮城県大崎市） - 仙台藩岩出山領主伊達敏親により開設
- 久保田藩（秋田藩）の10郷校 - 藩校明徳館の分校
- 講授館（高知県宿毛市） - 土佐藩宿毛領主伊賀氏固により開設 ⇒ 宿毛市立宿毛小学校
- 身教館（佐賀県武雄市） - 佐賀藩武雄領主鍋島茂紀・鍋島茂正により開設
- 東原庠舎（佐賀県多久市） - 佐賀藩多久領主多久茂文により開設
- 羽白館（のちに謹申堂。長崎市）[5] - 佐賀藩深堀領 ⇒ 長崎市立深堀小学校
- 伝習堂（熊本県八代市） - 熊本藩八代城代松井家により開設

### 庶民教育機関としての郷学

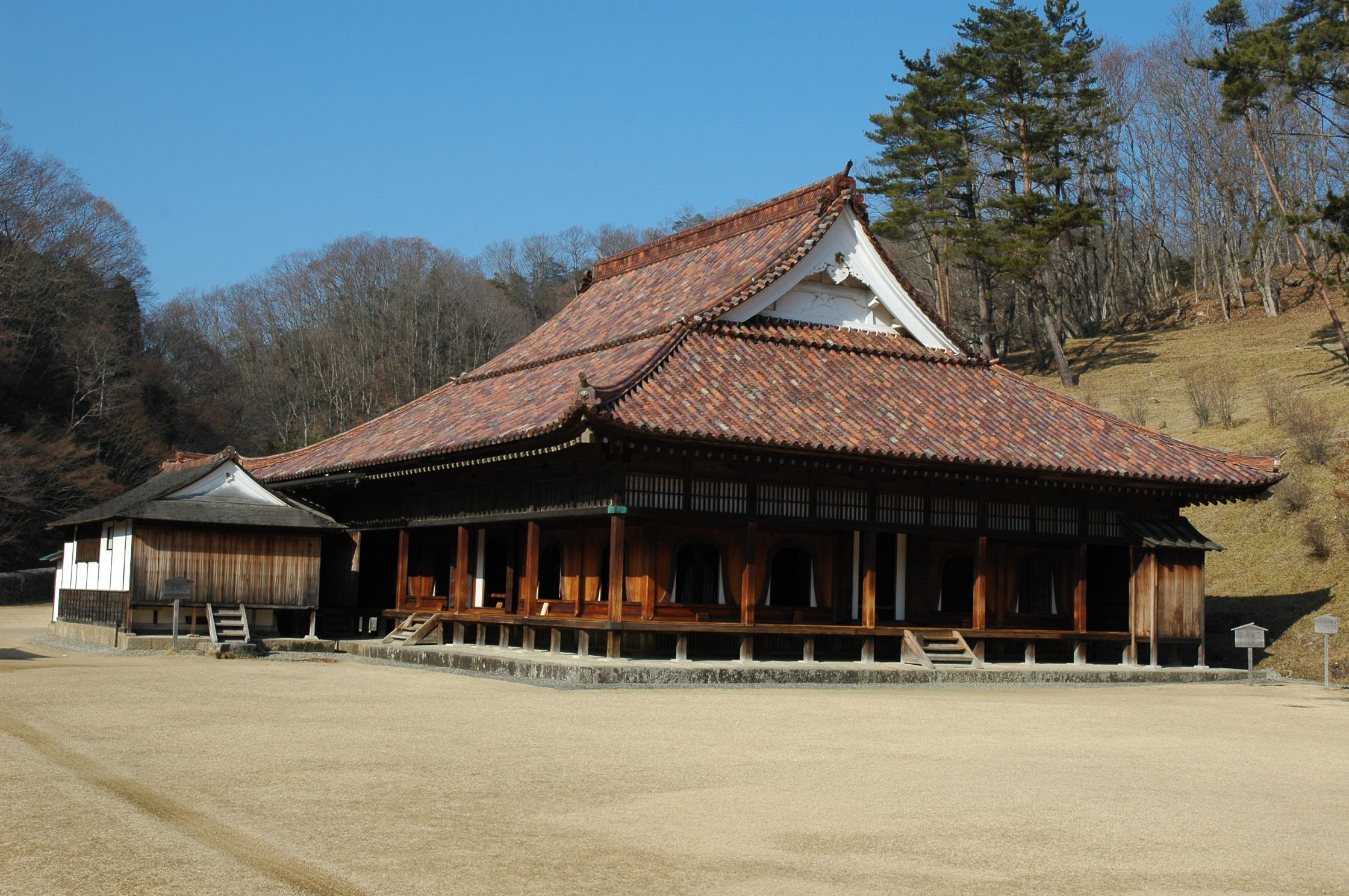
閑谷学校（岡山県）

庶民を対象とする郷学は、庶民教育機関である点では寺子屋と同様であるが、幕府や藩主の保護・監督をうけていた点で寺子屋と区別される。
石川謙は、庶民を対象とする学校を、成人を対象とする教諭所と、子弟に初等教育を施す学校とに区分した。教諭所について郷校と区別する見解もあるが、郷学と教諭所は多く役割を兼ねた。

#### 官が主導・保護した郷学
藩主や代官が庶民教育のために開いたり、あるいは民間有志が設立して領主が保護・監督した郷学。
1668年（寛文8年）に岡山藩主池田光政が領内に123か所の手習所を開いた例が古く、また代表的である。この手習所はのちに閑谷学校に統合された。
18世紀末、幕府代官早川八郎左衛門正紀は、任地に3つの郷校（美作久世の典学館、備中笠岡の敬業館、武蔵久喜の遷善館）を開設した。久世の典学館は土地や建物とその維持費を地域の村役人や富農からの寄付によってまかない、『六諭衍義』や早川自身の著書『條教説話』などを早川本人や代官所雇用の儒者によって庶民に講釈した。
上野国伊勢崎藩領では、享和3年（1803年）に伊与久村（現在の伊勢崎市境伊与久）の豪農宮崎有成ら有志によって庶民教育機関として五惇堂が設立された。文化5年（1808年）には藩が五惇堂を公認し、敷地や建物にかかる年貢を免除し、講師を派遣するなどの支援を行った。五惇堂に続き伊勢崎領では多くの郷学が組織されており、「官民協力の郷学」と評される。
これらの郷学の教育は、社会的な危機の深化に対応するため、道徳の高揚や農業の奨励など学問を通して一般民衆に封建的な陶冶を施すことが主目的であったと評価される。郷学では基礎的な漢学を主とし、読み書きにも力が注がれた。

#### 民間の設立・運営による郷学
民衆教育運動の自発性・内発性を評価して「第三種郷学」とも捉えられるもので、摂津国平野郷（大阪市平野区）の含翠堂がその代表例として挙げられる。含翠堂は1717年（享保2年）、平野郷の有力者である土橋友直らによって開設され（開設当初の名称は「老松堂」）、1872年（明治5年）の学制頒布まで続いた。この学校の維持運営に当たったのは平野郷有力者たちの「同志中」であり、維持費の拠出、運営、教師の選択までを行う「民間有志の手のみになった郷学」であった。また飢饉に備えて積み立てを行い窮民を救済する社会的機能も有していた。
含翠堂は次の要素を有しており、近代公教育の先駆とも評価されている。
- 教育内容は儒学が中心であるが特定の学統によるものではなく、町人としての実践道徳に重点を置いている。
- 設立維持者と教師とが分離しており、教育は教師に任されている。
- 経済的基礎は有志の共同出資によっている。
- 権力に公認されている。

大坂の懐徳堂を郷学と捉え、その大規模で専門的な事例と見なす理解もある。

#### 主な庶民教育機関としての郷学
- 水戸藩の15郷校
- 足利学校（栃木県足利市） - 足利近郊の人々が学ぶ郷学として
- 伊勢崎藩の25郷校
  - 五惇堂（群馬県）
  - 正誼堂（群馬県）
  - 講武堂（群馬県） - 秋山要助
  - 嚮義堂（群馬県玉村町）
- 桃渓書院（群馬県安中市） - 安中藩主板倉勝明により開設
- 敷教舎（福島県白河市） - 陸奥白河藩主松平定信により開設
- 遷善館（埼玉県久喜市） - 代官早川正紀により開設
- 戩穀堂（さいたま市岩槻区）
- 会輔堂（東京都） - 菅野兼山により開設
- 習学所（石川県小松市）
- 由学館（石和教諭所。山梨県笛吹市石和町） - 代官山本大膳により開設
- 松聲堂（西野手習所。山梨県） - 代官山本大膳により開設
- 興譲館（山梨県都留市谷村）
- 静修館（岐阜県高山市）
- 主善館（奈良県） - 五條代官池田但季により開設
- 含翠堂（大阪市平野区） - 平野郷の有力者である土橋友直らにより開設
- 明倫堂（兵庫県伊丹市） - 伊丹郷町の有力者の願い出により領主近衛忠煕が開設
- 申義堂（兵庫県高砂市） -   姫路藩家老河合道臣により開設
- 閑谷学校（岡山県） - 岡山藩主池田光政により開設
- 典学館（岡山県真庭市） - 代官早川正紀により開設
- 敬業館（岡山県笠岡市） - 代官早川正紀により開設
- 廉塾（広島県福山市） - 菅茶山

## 明治初年の郷学校
「郷学」と総称される学校は、江戸時代から明治初年までの全期間に全国で1000余校あったとされるが、その多くは明治初年の成立である。
明治維新後、府県や諸藩はそれぞれの方針で小学校・郷学校の整備を進めた。当時「小学」「小学校」といった名称は民衆になじみが薄く、士族向けの学校と見なされたことから、「郷学校」「郷学所」「啓蒙所」「教導所」などの名称が用いられた。郷学校は主として地方住民の有志によって設立・維持された学校であり、その経営形態からも、近代の小学校の前身と見なされうる。
1872年（明治5年）の学制発布により、多くの郷学校は公教育の中の小学校へと転換していった。

### 各府県・諸藩の郷学校

#### 京都の小学校（番組小学校）
1869年（明治2年）に京都の町衆によって設立された小学校（京都小学校、あるいは番組小学校と総称される）は、民間主導の郷学校と見なされ得るもので、1872年の学制公布に先立ち設立された小学校としてその時期の早いこと、また学区制によって組織的に設立されたことからも著名なものである。京都府は新たな町組（番組）を設け、1868年（明治元年）10月に小学校設置の趣旨を諭達。その後小学校の諸規則も定められ、学制以前に64校の小学校が設立された。京都の小学校は、地域の集会所や大人の教諭所などを兼ねる役割を持っていた。

#### 神奈川県の郷学校
神奈川県は1871年（明治4年）8月、郷村の組合（寄場組合）を単位として全県を27に分け、各地区に郷学校を設立する計画を示した。計画によれば、各村に学校世話役人を置いて学校運営にあたらせ、学校の運営費用は学童の有無にかかわらず各戸に割り当てるというものであった。就学期間や教科、教授内容も示された。

#### 名古屋県の義校
名古屋藩は明治維新後、藩校明倫堂を改革して「小学」を設け、庶民にも門戸を開こうとした。しかし、士族と庶民の間の意識の隔たりもあり、結局は士族子弟の学校となった。廃藩置県により名古屋県となった後の1871年（明治4年）9月、県は一般庶民の学校として民間有志による「義校」の設置を奨励した。1871年（明治4年）10月、最初の義校として第一義校（のち菅原尋常小学校や名古屋市立名城小学校などを経て、現在の名古屋市立丸の内小学校）が設立された。
隣接する額田県でも「郷学校」設立が奨励され、1872年（明治5年）に名古屋県・額田県が合併して愛知県が成立すると、旧額田県域の「郷学校」も「義校」に改称した。愛知県が学制に基づく「小学校」の設置に乗り出した1873（明治6年）5月時点で、400校を越える義校が存在していた。
なお、岐阜県でも「義校」が設立された。

#### 堺県の郷学校
堺県では強力な行政指導によって郷学校が設立されたことが特徴とされる。なお、堺の市内（堺市九間町の天神社内）には江戸時代より「郷学所」があったが、明治初年には「堺郷学校」への改名を経て「県学」と格上げされ、英語を教える中等教育機関と位置づけられた。
1872年（明治5年）年2月、堺県は県域の河内国（河州）を29区、和泉国（泉州）を25区に分ける区制を導入。1872年（明治5年）年3月、県は寺子屋・私塾の廃止を指示、その師匠を吸収し、各区に1校の郷学校（必要に応じて分校）を設置することが指示された。
1873年（明治6年）4月13日、堺県で学制が施行され、従来の「郷学校」は「小学校」に再編された。この際、小学校名は通し番号が採用された。

#### 鹿児島藩・県の郷校
薩摩藩（明治期には「鹿児島藩」が正式名称）では、江戸時代に鹿児島に藩校として造士館が置かれ、各郷には稽古所が置かれていたが、明治初年には士族のみを対象とし非実用的な漢学のみを教授するあり方を改める、教育の近代化が模索された。この過程では静岡藩が沼津兵学校などにおいて士族・平民を隔てなく入学させ、漢学を廃して普通学を教授していたことがモデルとされ、静岡藩から阿部潜・蓮池新十郎らが「お貸人」として招聘された。明治4年（1871年）1月、蓮池新十郎の建言にもとづく抜本的な教育改革が着手された。旧造士館は廃止されて「本学校」が設立され、その下級学校として小学校および郷校を置く制度が設けられた（また、本学校は1875年（明治8年）まで鹿児島藩（県）の教育行政機関としての機能を担った）。小学校が藩立学校であったのに対し、当初の郷校は各郷所の士族が共同設立する私学であった。
明治4年（1871年）3月には知政所布告により、鹿児島城下の高見馬場方限郷校が「第一郷校」とされ、本学校管轄となった。以後、郷校が藩庁に出願して設備・教育内容が認められると、本学校が管轄する官校として承認されて届出順に附番が行われた。附番された郷校は「番号郷校」と称される。城下の郷校は単に「第○郷校」と称され、外城の郷校は「外城第○郷校」と別個に附番されたが、のちに「外城」は省かれるようになった。明治4年（1871年）7月の廃藩時には、本学校管轄下に城下郷校7校（これとは別に小学校4校）、外城郷校約20校が存在した。
1872年（明治5年）から1873年（明治6年）にかけて、鹿児島県および都城県では郷校の増設が進んだ。1872年（明治5年）に学制が頒布されると、鹿児島県は郷校を変則小学（学制で正則（標準）とされた小学校（＝尋常小学）以外の課程を有する小学校）に充てた。1875年（明治8年）6月、鹿児島県は「変則小学規則」を定め、県下の郷校に適用した。一方で同年には、郷校を将来的に正則小学校に移行する方針が示され、教員に正則講習を受けさせることによって正則小学への移行が漸次行われたが、1877年（明治10年）の西南戦争発生などによって完全実施は遅れた。1879年（明治12年）の教育令施行によって、鹿児島県下の郷校は正則小学校に移行した。

### 民衆運動としての郷学校
1871年（明治4年）、武蔵国南多摩郡小野路村（現在の東京都町田市）に、周辺諸村の有力者たちの決議によって小野郷学が開設された。民衆運動としての着目からは、多くの自由民権運動の地域指導者を輩出したことで知られる。小野郷学は1873年（明治6年）、学制による小学校設置に向け、合議によって解体された。

### 明治初年の主な郷学校
群馬県
- 十八郷学校 ⇒ 前橋市立桃井小学校

埼玉県
- 浦和郷学校 - 1871年、玉蔵院に設立 ⇒ さいたま市立高砂小学校[24]
- 岩槻郷学校 - 1872年設立 ⇒ さいたま市立岩槻小学校[25]
- 蕨郷校 - 1870年設立、1872年に公立蕨郷学校に改称 ⇒ 蕨市立北小学校[26]
- 森戸郷学校 - 1871年設立 ⇒ 坂戸市立大家小学校[27]
- 飯能郷学校 - 神官小能志摩の寺子屋が母体 ⇒ 飯能市立飯能第一小学校[28]
- 小鹿野郷学校 - 1870年設立 ⇒ 小鹿野町立小鹿野小学校
- 川島郷学校（河島書堂） - 1870年、田中三興により開設[29]
- 広瀬郷学校 ⇒ 1871年、清水宗徳により宝蔵寺に開設 ⇒ 狭山市立水富小学校[30][31]

参照：
東京都
- 太子堂郷学所 - 1871年設立 ⇒ 世田谷区立若林小学校[33]
  - 太子堂郷学所分校 ⇒ 目黒区立八雲小学校
- 郷学校 - 1870年、普済寺に設立。1872年に耦頴学舎、1875年に柴崎学校と改称 ⇒ 立川市立第一小学校[33][34]
- 共同学舎 - 1874年に東砂川学校となる ⇒ 立川市立第八小学校[34]
- 長沼郷学校 - 1871年設立 ⇒ 稲城市立稲城第一小学校[33]
- 小野郷学校（町田市小野路町）[33]
- 布田郷学校（調布市） - 1871年設立[33][35]
- 柚木学校（八王子市）
- 高幡学校（日野市）
- 日野学校（日野市）
- 向ヶ丘学校（多摩市）

神奈川県
- 富岡村持明院郷学校（横浜市金沢区富岡西） ⇒ 横浜市立富岡小学校
- 東岸郷学校および西岸郷学校 ⇒ 横須賀市立浦賀小学校

岐阜県
- 興文郷学校 - 旧大垣藩校を明治期に郷学校とする ⇒ 大垣市立興文小学校

静岡県
- 山名郡第44区郷学所（鎌田学校） ⇒ 磐田市立東部小学校
- 用行義塾（袋井市） - 1872年設立 ⇒ 袋井市立袋井東小学校

愛知県
- 名古屋領の義校（約400校）
- 額田県生平郷学校 - 額田郡生平村生平八幡宮境内 ⇒ 岡崎市立生平小学校
- 第9中学区第36番小学西郷学校 ⇒ 豊橋市立西郷小学校

三重県
- 下中之郷学校 ⇒ 伊勢市立厚生小学校

京都府
- 京都の番組小学校
- 郷学校広胖堂 ⇒ 綾部市立豊里小学校
- 三郷学校 ⇒ 大江町立三郷小学校

大阪府
- 河内国八上郡金田村光念寺内郷学校 ⇒ 堺市立金岡小学校
- 堀溝郷学校 ⇒ 寝屋川市立南小学校
  - 堀溝郷学校支校 ⇒ 寝屋川市立東小学校
  - 堀溝郷学校中野分校 ⇒ 四條畷市立四條畷小学校
  - 堀溝郷学校田原出張校 ⇒ 四條畷市立田原小学校
- 堺県河内国第六区郷学校 - 1872年設立 ⇒ 枚方市立津田小学校[13][36]
  - 堺県河内国第六区郷学校分校 - 交野郡尊延寺村の来雲寺に設立 ⇒ 枚方市立氷室小学校
- 堺県河内国第七区郷学校 - 1872年、坂村の片埜神社に設立。1873年の「小学校」への再編時には消失[13]。
  - 堺県河内国第七区郷学校招提出張所 - 1872年、招提村敬応寺に設立 ⇒ 枚方市立殿山第二小学校[13]
  - 堺県河内国第七区郷学校中宮出張所 - 1872年設立 ⇒ 枚方市立中宮小学校[13]
  - 堺県河内国第七区郷学校樟葉出張所 - 1873年、楠葉村南組合所に設立 ⇒ 枚方市立樟葉小学校[13]
- 堺県河内国第八郷学校 ⇒ 枚方市立蹉跎小学校[13]
  - 河内国第八郷学校出張所 ⇒ 枚方市立枚方小学校
- 星田郷学校 - 交野郡星田村・慈光寺に設立 ⇒ 交野市立星田小学校
- 堺県第九区郷学校 ⇒ 門真市立門真小学校[37]
- 河内国第九区郷学校 - 1872年、難宗寺に設立 ⇒ 守口市立守口小学校[38]
  - 河内国第九区郷学分校 ⇒ 門真市立大和田小学校
- 庭窪町郷学校 - 1872年、来迎寺に設立 ⇒ 守口市立庭窪小学校
- 三ツ島郷学校 ⇒ 門真市立二島小学校
- 河内国第11区郷学校稲田分校 ⇒ 東大阪市立楠根小学校
- 河内国第十三区郷学校 ⇒ 八尾市立八尾小学校
- 堺県第十五区郷学校 ⇒ 八尾市立龍華小学校
- 和泉国第三区郷学校 - 1872年、月輪寺に設立 ⇒ 堺市立東陶器小学校
- 美多弥（みたみ）神社境内郷学校 ⇒ 堺市立美木多小学校
- 大鳥郡第四区郷学校 ⇒ 堺市立深井小学校
- 大鳥郡上石津村郷学校分校 ⇒ 堺市立神石小学校
- 春木郷学校 - 1872年設立 ⇒ 岸和田市立春木小学校[39]
- 伯太郷学校
  - 伯太郷学校忠岡分校 ⇒ 忠岡町立忠岡小学校

兵庫県
- 明親館（神戸市）
- 郷学明親館（神戸市） - 柳原天神社
- 景徳館（明石市） - 梁田蛻巌

広島県
- 福山領の啓蒙所（約160校）

徳島県
- 郷学校啓育小学校 - 1872年、拳正寺に設置 ⇒ 阿南市立羽ノ浦小学校
- 阿波郡東郷学校 ⇒ 阿波市立八幡小学校

宮崎県
- 第一郷校～第三郷校[20] ⇒ 都城市立明道小学校

鹿児島県
- （城下）第一郷校 - 高見馬場方限郷校として発足[17][20]
- （城下）第三郷校[20] ⇒ 鹿児島市立山下小学校
- （城下）第五郷校 ⇒ 鹿児島市立松原小学校[20]
- （城下）第七郷校 - 内之丸郷校として発足[17][20]
- 外城第一郷校 - 垂水郷校として発足[17] → 都城県第一郷校 → 鹿児島県第五十七郷校 ⇒ 垂水市立垂水小学校[40]
- 外城第二郷校 - 指宿郷校として発足[17] ⇒ 枕崎市立桜山小学校
- 外城第三郷校 - 入来郷校として発足[17] ⇒ 薩摩川内市立入来小学校
- 外城第四郷校 - 樋脇郷校として発足 ⇒ 薩摩川内市立樋脇小学校[20]
- 外城第七郷校 ⇒ 姶良市立柁城小学校[40]
- 外城第十郷校 ⇒ 南九州市立知覧小学校[40]
- 外城第十五郷校 - 谷山郷校として発足 ⇒ 鹿児島市立谷山小学校
- 外城第十九郷校 → 外城第十四郷校 ⇒ 日置市立伊作小学校[20]
- 外城第二十一郷校 - 川辺郷校として発足 ⇒ 南九州市立川辺小学校[41]
- 外城第三十郷校[23] ⇒ 出水市立出水小学校
- 外城第三十一郷校[23] ⇒ 阿久根市立阿久根小学校
- 外城第三十四郷校 ⇒ いちき串木野市立串木野小学校[20]
- 外城第四十八郷校 ⇒ 薩摩川内市立高来小学校[20]
- 外城第七十六郷校 ⇒ さつま町立鶴田小学校[20]
- 都城県第四郷校 → 鹿児島県外城第五十二郷校 ⇒ 曽於市立岩川小学校[40]
- 都城県第五郷校 → 鹿児島県外城第六十五郷校 ⇒ 鹿屋市立鶴羽小学校[40]
- 都城県第十郷校[20] ⇒ 南大隅町立佐多小学校
- 都城県第十二郷校 → 鹿児島県外城第五十三郷校 ⇒ 志布志市立志布志小学校[40]
- 都城県第十六郷校 → 鹿児島県外城第四十四郷校 ⇒ 霧島市立国分小学校[40]